# Beta Chamaeleontis
Beta Chamaeleontis (β Chamaeleontis, förkortat Beta Cha, β Cha) som är stjärnans Bayerbeteckning, är en ensam stjärna belägen i den östra delen av stjärnbilden Kameleonten. Den har en kombinerad skenbar magnitud på 4,24, som varierar  mellan 4,24 och 4,30, och är synlig för blotta ögat där ljusföroreningar ej förekommer. Baserat på parallaxmätning inom Hipparcosuppdraget på ca 10,9 mas, beräknas den befinna sig på ett avstånd på ca 298 ljusår (ca 91 parsek) från solen.

## Egenskaper
Beta Chamaeleontis är en blå till vit stjärna i huvudserien  av spektralklass B4 V. Den har en massa som är ca 5 gånger större än solens massa, en radie som är ca 2,8 gånger större än solens och utsänder från dess fotosfär ca 212 gånger mera energi än solen vid en effektiv temperatur på ca 14 500 K.